# 中鶴來站
中鶴來站（日语：／ Nakatsurugi eki */?）是位於石川縣白山市鶴來水戶町，已停止服務的北陸鐵道石川線車站。
從前，此站有許多石川縣立鶴來高等學校學生使用此站上下學，隨著該校遷移，使車站變得冷清。

## 車站構造
截至車站廢除前，車站是一座地面車站，設有1面1線的單式月台。此站為無人車站。曾經在石川縣立鶴來高等學校上下學時段，車站出入口設有職員進行檢票（回收車票和收取車費）。

## 歷史
- 1927年12月28日：金名鐵道車站啟用[1][2]。
- 1929年3月11日：金名鐵道鶴來站至神社前站（現時：加賀一之宮站）之間轉讓給金澤電氣軌道[3][1][2][4]。
- 1943年10月13日：成為北陸鐵道石川線的車站[5][3][6]。
- 2009年11月1日：鶴來站至加賀一之宮站之間廢除，此站也廢除[7][8]。

## 使用狀況
根據「白山市統計書」，以下為1日平均上下車人次。
| 年度   | 1日平均 上下車人次 |
| ------ | ------------------ |
| 2000年 | 81                 |
| 2001年 | 78                 |
| 2002年 | 86                 |
| 2003年 | 95                 |
| 2004年 | 83                 |
| 2005年 | 86                 |
| 2006年 | 81                 |
| 2007年 | 79                 |
| 2008年 | 78                 |
| 2009年 | 50                 |

## 車站周邊
- 公立鶴來醫院
- 鶴來信用金庫（日语：鶴来信用金庫）本店營業部
- Comeya藥局（日语：コメヤ薬局）鶴來本店
- Let's、鶴來購物廣場
- 石川縣親睦昆蟲館（日语：石川県ふれあい昆虫館）
- 船岡山遺蹟
- 金劍宮不動瀧
- 親鸞聖人廟所（生齒塚）
- 北陸產業
- 鶴來發電所
- 國道157號（日语：国道157号）鶴來繞道（日语：鶴来バイパス）
- 石川縣道179號野野市鶴來線（日语：石川県道179号野々市鶴来線）（鶴來街道）

## 相鄰車站
北陸鐵道
石川線
鶴來－中鶴來－加賀一之宮